# Маурицијус на Светском првенству у атлетици у дворани 2012.
Маурицијус је учествовао на Светском првенству у атлетици у дворани 2012. одржаном у Истанбулу од 9. до 11. марта десети пут. Репрезентацију Маурицијуса представљала су два такмичара (1 мушкарац и 1 жена), који су се такмичили у трци на 60 метара.
Маурицијус није освојио ниједну медаљу али је Mary Jane Vincent оборила национални а Jean Thierie Ferdinand лични рекорд.

## Учесници
| Мушкарци: - Jean Thierie Ferdinand — 60 м | Жене: - Mary Jane Vincent — 60 м |  |

## Резултати

### Мушкарци
| Атлетичар              | Дисциплина | Лични рекорд | Квалификација | Квалификација | Полуфинале           | Полуфинале           | Финале               | Финале       | Детаљи |
| Атлетичар              | Дисциплина | Лични рекорд | Резултат      | Место         | Резултат             | Место                | Резултат             | Место        | Детаљи |
| ---------------------- | ---------- | ------------ | ------------- | ------------- | -------------------- | -------------------- | -------------------- | ------------ | ------ |
| Jean Thierie Ferdinand | 60 м       |              | 7,05 ЛР       | 6. у гр. 7    | Није се квалификовао | Није се квалификовао | Није се квалификовао | 34 / 57 (61) |        |

### Жене
| Атлетичарка       | Дисциплина | Лични рекорд | Квалификација | Квалификација | Полуфинале            | Полуфинале            | Финале                | Финале       | Детаљи |
| Атлетичарка       | Дисциплина | Лични рекорд | Резултат      | Место         | Резултат              | Место                 | Резултат              | Место        | Детаљи |
| ----------------- | ---------- | ------------ | ------------- | ------------- | --------------------- | --------------------- | --------------------- | ------------ | ------ |
| Mary Jane Vincent | 60 м       |              | 7,84 НР       | 7. у гр. 5    | Није се квалификовала | Није се квалификовала | Није се квалификовала | 42 / 62 (64) |        |